# Hudební album
Hudební album je trvalý záznam několika spřízněných audionahrávek jednoho interpreta vydaných pro veřejnost na hudebním nosiči.

## Typy hudebních alb

### Studiové album
Studiovým albem se rozumí master obsahující 10 až 20 nových studiových zvukových nahrávek hudebních děl v provedení umělce nebo umělců o celkové délce minimálně 25 minut, běžně však 35–60 minut, někdy až 80 minut, při normální[jaký?] hrací rychlosti. Album obsahuje dříve nevydané nahrávky dosud nevydaných hudebních děl. Hudební díla zařazená na album jsou provedena zpěvem a hrou na hudební nástroje v provedení umělce a nejedná se o nahrávky živé, pořízené na koncertu za účasti veřejnosti. Je-li album vydáno též v jiné edici, např. s bonusovou nahrávkou, je považováno stále za totéž album.[zdroj?]

### Koncertní album
Koncertní album neboli živé (z anglického live) album obsahuje nahrávky koncertního vystoupení umělce. Alespoň jedno koncertní album ve své umělecké kariéře běžně vydávají zpěváci a hudební skupiny v žánrech rocku a popu, živá alba jsou běžná i v jazzu a vážné hudbě.

### Kompilace
Kompilace, též nazývána výběrové album, obsahuje skladby jednoho či více umělců, přičemž skladby mohou pocházet i z různých zdrojů (singlů, studiových alb, koncertních alb). Může se jednat o výběr dosavadních nejúspěšnějších a nejznámějších počinů jednoho umělce (tzv. best of či greatest hits), o výběr vzácných skladeb, které např. dosud nebyly vydány na žádném studiovém albu a byly prezentovány jen na koncertech či v rozhlase, ale i výběry skladeb různých umělců seskupené k sobě tematicky (např. vánoční písně, milostné písně) či podle užitých nástrojů (např. písně s výraznými kytarovými sólovými party).

### Soundtrack
Soundtrackové album obsahuje hudbu z nějakého filmu. Vedle písní může takové album obsahovat i části filmových dialogů.